# Bohemian Club

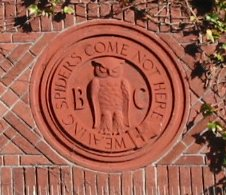
Emblema Bohemian Club cu deviza

Bohemian Club este un club masculin exclusivist privat cu caracter secret, care își are sediul principal în clădirea Bohemian din San Francisco, California. 

Clubul a fost înființat în anul 1872 de un grup de ziariști de la San Francisco Examiner. Aceștia doreau să copieze stilul și spiritul boem al artiștilor europeni, de aceea au atras la început în grupul lor artiști și scriitori precum Jack London și Mark Twain, dar pentru sprijin financiar, au invitat și oameni de afaceri și politicieni la întâlnirile lor, care în scurt timp, au devenit majoritari.
În 1878, anul în care s-a ținut prima reuniune, ziariștii nu au mai avut acces în cadrul clubului.
Deviza clubului, inscripționată pe diferite porți, este luată din Shakespeare: „weaving spiders come not here”(„păianjenii să nu intre aici”).
Reuniunile anuale ale Clubului au loc în fiecare an, în luna iulie, la care participă peste 2500 de bărbați aparținând elitei mondiale, într-o tabără de vară care durează 16 zile. 

## Bohemian Grove
Întrunirile au loc în Bohemian Grove (Pădurea Boemă) în nordul Californiei. Aceasta este o proprietate privată de 2700 de acri (11 km2), situată la aproximativ 100 km nord de San Francisco, în ținutul Sonoma. Locurile respective erau pe vremuri considerate sacre de amerindieni, datorită pădurilor cu arbori seculari de sequoia gigantici. 
Punctul central al complexului este un lac, pe malul căruia se înalță o  statuie în formă de bufniță, având peste 13 m înălțime și care este reprezentarea divinității babiloniene Moloch.  
Cadrul natural oferă un plus de intimitate datorită dealurile acoperite de pădurile de sequoia gigantici cu lemn roșu și canioanele naturale din zonă formate de-a lungul râului Russian. La acestea se adaugă un sistem modern de pază și personal specializat pentru protecție, inclusiv aparținând serviciilor secrete americane.
Pe acest teren foarte bine păzit sunt construite diferite tabere (vile luxoase, restaurante, cluburi, terenuri sportive). Cea mai celebră tabără, Mandalay, este exclusivistă, pentru ceilalți fiind accesibilă doar pe bază de invitație scrisă din partea unui membru.

## Participanți
Participanții sunt printre cei mai bogați oameni din S.U.A. și din lume. Participanții sunt la rândul lor împărțiți în cluburi sau tabere (caste). Clubul Bohemian reunește elita masculină din California, dar membrii care participă la întâlnirile anuale sunt mult mai numeroși, membrii pot aduce și invitați, până la câteva sute în fiecare an. Unii lideri europeni se deplasează discret la Bohemian Grove pentru a discuta cu elita americană chestiuni de politică și afaceri.
Printre membrii se numără majoritatea președinților americani, din 1923 până în prezent, membrii ai guvernelor, vicepreședinți și secretari de stat, proprietari și directori ai marilor corporații și companii multinaționale, conducători ai principalelor instituții financiare (proprietari sau președinți ai băncilor), magnați din domeniul energetic (petrol, energie nucleară), principalii contractori militari.

## Activități
Printre activitățile declarate se numără în primul rând discursurile pe malul lacului, prezentări susținute de personalități privind subiecte de maxim interes: militar, armele nucleare, criza energetică, problemele ecologice, sistemul medical, evoluția prețurilor, globalizarea, urbanizarea etc.  
Membrii clubului pregătesc în fiecare an două spectacole de teatru în care joacă diferite roluri, inclusiv pe cele feminine. Acestea sunt planificate cu minim cinci ani în avans și beneficiază de resurse nelimitate din punct de vedere financiar și tehnic. Alte activități declarate oficial sunt activități recreative, jocuri, sporturi, concerte.

### Cremation of Care

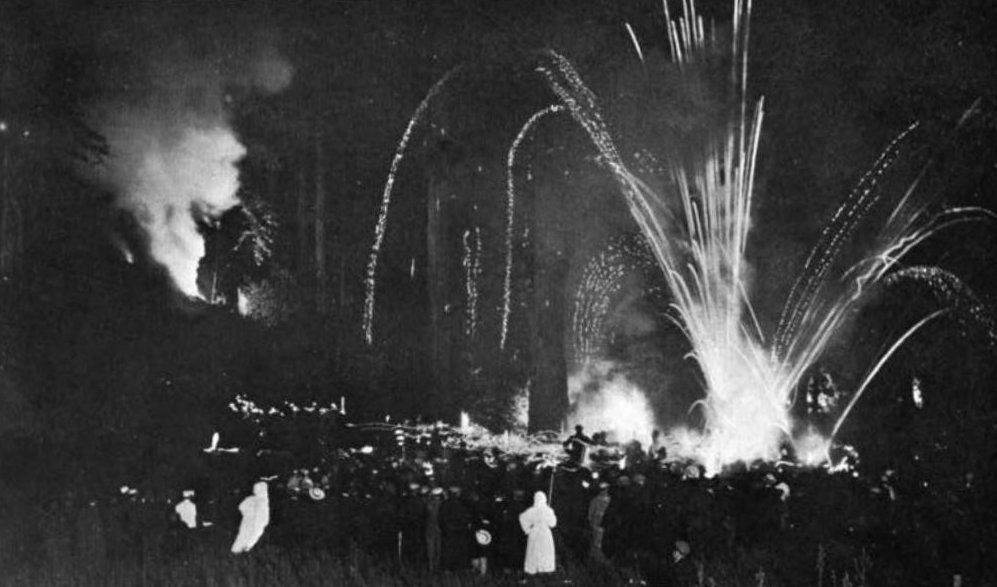
Ceremonia „Cremation of Care”

În prima sâmbătă a taberei are loc o ceremonie denumită „Cremation of Care” – incinerarea „Zeiței Grijilor”, în care participanții renunță la toate grijile, responsabilitățile și preocupările pentru a se dedica unor activități recreative. Participanții la ritual sunt îmbrăcați în robe asemănătoare cu cele ale Ku Klux Klan-ului. În cadrul ritualului se rostesc incantații păgâne, se folosesc cruci în flăcări și este arsă o efigie reprezentând această  zeiță a grijilor.
Acest ritual a fost filmat cu camera ascunsă în anul 2000 de ziaristul Alex Jones, care a realizat ulterior documentarul Dark Secrets: Inside the Bohemian Grove.